# Arc de triomphe de Langres
L'arc de triomphe de Langres est le vestige d'un bâti monumental du Ier siècle av. J.-C., situé à Langres, en France.

## Généralités
L'arc de triomphe est situé place de l'hôtel de ville, en bordure nord-ouest de la ville de Langres, dans le département de la Haute-Marne, en région Grand Est, en France. Le monument est le plus ancien édifice conservé de la ville de Langres et était positionné sur la route menant à Reims.

## Historique
L'arc de triomphe est construit au Ier siècle av. J.-C., sous le second triumvirat, c'est-à-dire quelques années après la conquête de la Gaule par Jules César. Point d'entrée d'une ville ouverte, l'arc est, au IIIe siècle, intégré aux remparts défensifs de la ville, et ses passages sont murés.
L'ancien arc de triomphe est classé au titre des monuments historiques par arrêté du 20 août 1913.

## Description
L'édifice est caractérisé par la rigueur et la simplicité de son tracé. Le monument se présente comme un arc à deux baies, séparées par une étroite pile et encadrée par deux piles plus larges. Cinq pilastres toscans coiffés de chapiteaux corinthiens rythment la façade visible (un sur la pile centrale, et deux sur chaque pile extérieure). Au-dessus des arcades, une frise, partiellement visible encore, est surmonté d'une corniche à modillons. Sur cette frise, des armes de jets et boucliers sont représentés.
Le monument aujourd'hui a 19 mètres 97 centimètres de longueur, prise à la hauteur des pilastres, sur 10 mètres 65 centimètres d'élévation, comptée du pied du soubassement jusqu'au-dessus de la corniche en partie détruite.